# Лавранангер
Лаврана́нгер (рос. Лавранангер, марій. Лавранэҥер) — присілок у складі Гірськомарійського району Марій Ел, Росія. Входить до складу Троїцько-Посадського сільського поселення.
Стара назва — Лявранангер.

## Населення
Населення — 49 осіб (2010; 58 у 2002).
Національний склад (станом на 2002 рік):
- гірські марійці — 100 %